# Piotr Murdzia

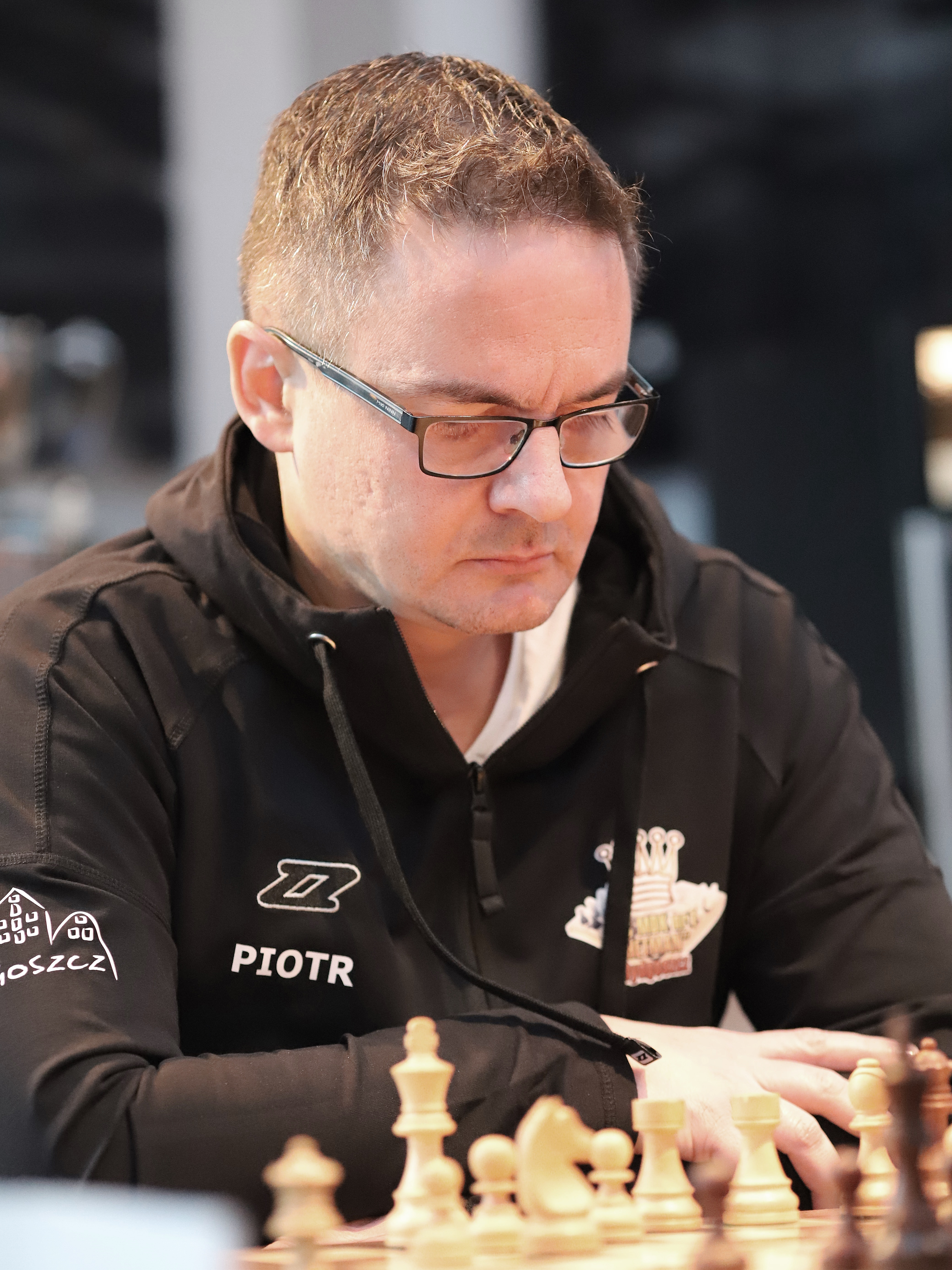
Piotr Murdzia, Bydgoszcz 2022

Piotr Murdzia (Gdańsk, 20 februari 1975) is een schaker uit Polen. Hij heeft sinds 1994 de titel Internationaal Meester (IM). Hij is in de wereld een van de leidende personen op het gebied van oplossen van schaakproblemen. Hij is grootmeester oplossen van schaakproblemen en was acht keer wereldkampioen oplossen van schaakproblemen. 

## Schaakcarrière
In 1994 kreeg hij de titel Internationaal Meester (IM). Hij won toernooien in Świdnica (1998) en Legnica (2003), waarmee hij twee grootmeester-normen behaalde.  
Hij won het Wereldkampioenschap oplossen van schaakproblemen acht keer: in 2002, 2005, 2006, 2008, 2009, 2012, 2013 en 2018. Vier keer eindigde hij op dit WK als tweede: in 2001, 2004, 2010 en 2014. Ook won hij zeven een keer gouden medaille op het wereldkampioenschap schaakprobleem-oplossen voor landenteams dat ook plaatsvindt tijdens het WK: in 2009, 2010, 2011, 2012, 2013, 2014 en 2015. Murdzia won ook acht keer het Europees kampioenschap oplossen van schaakproblemen: in 2006, 2008, 2009, 2012, 2012, 2013, 2014 en 2016. Hij won vier keer de teamcompetitie van het EK oplossen van schaakproblemen: in 2009, 2013, 2014 en 2015.
Per november 2009 was zijn Elo-rating 2485. 
In de lijst met probleem-oplos-ratings van de World Federation for Chess Composition (WFCC) stond Piotr Murdzia in april 2016 op plaats drie met 2717 punten.

## Externe koppelingen
- (en)   Informatie over schaakpartijen van Piotr Murdzia op ChessGames.com
- (en)   Informatie over schaakpartijen van Piotr Murdzia op 365chess.com
- (en)  FIDE-ratinggegevens voor Piotr Murdzia